# 中華駝石鱉
中華駝石鱉（學名：Liolophura sinensis），為石鱉科駝石鱉屬下的一個種。主要分佈於中國大陸太平洋沿海，及澎湖群島，常棲息在潮間帶的岩礁上。